# Sandmann

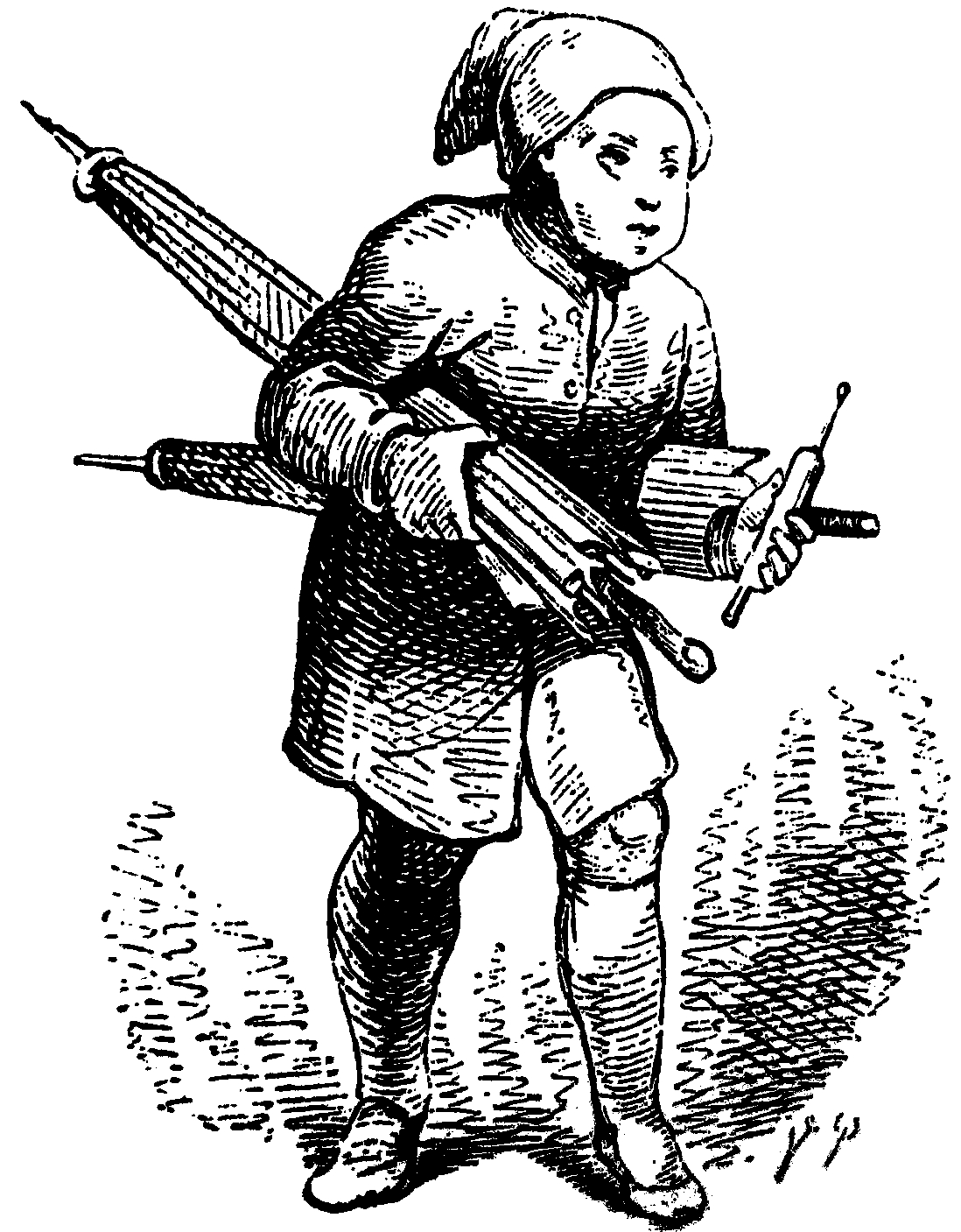
Vilhelm Pedersen: Ole Lukøje, Illustration zu Andersens Märchen

Der Sandmann ist eine in der europäischen Mythologie angesiedelte Sagengestalt. Nach der Überlieferung besucht er des Abends die Kinder, streut Schlaf bewirkenden Sand in ihre Augen und lässt den Traum entstehen. Den Schlafsand reibt man sich am Morgen aus den Augenwinkeln. Die auf dieser Grundlage in Deutschland geschaffenen Serienfiguren des Ost-Sandmännchens bzw. West-Sandmännchens erlangten internationale mediale Popularität.

## Wurzeln

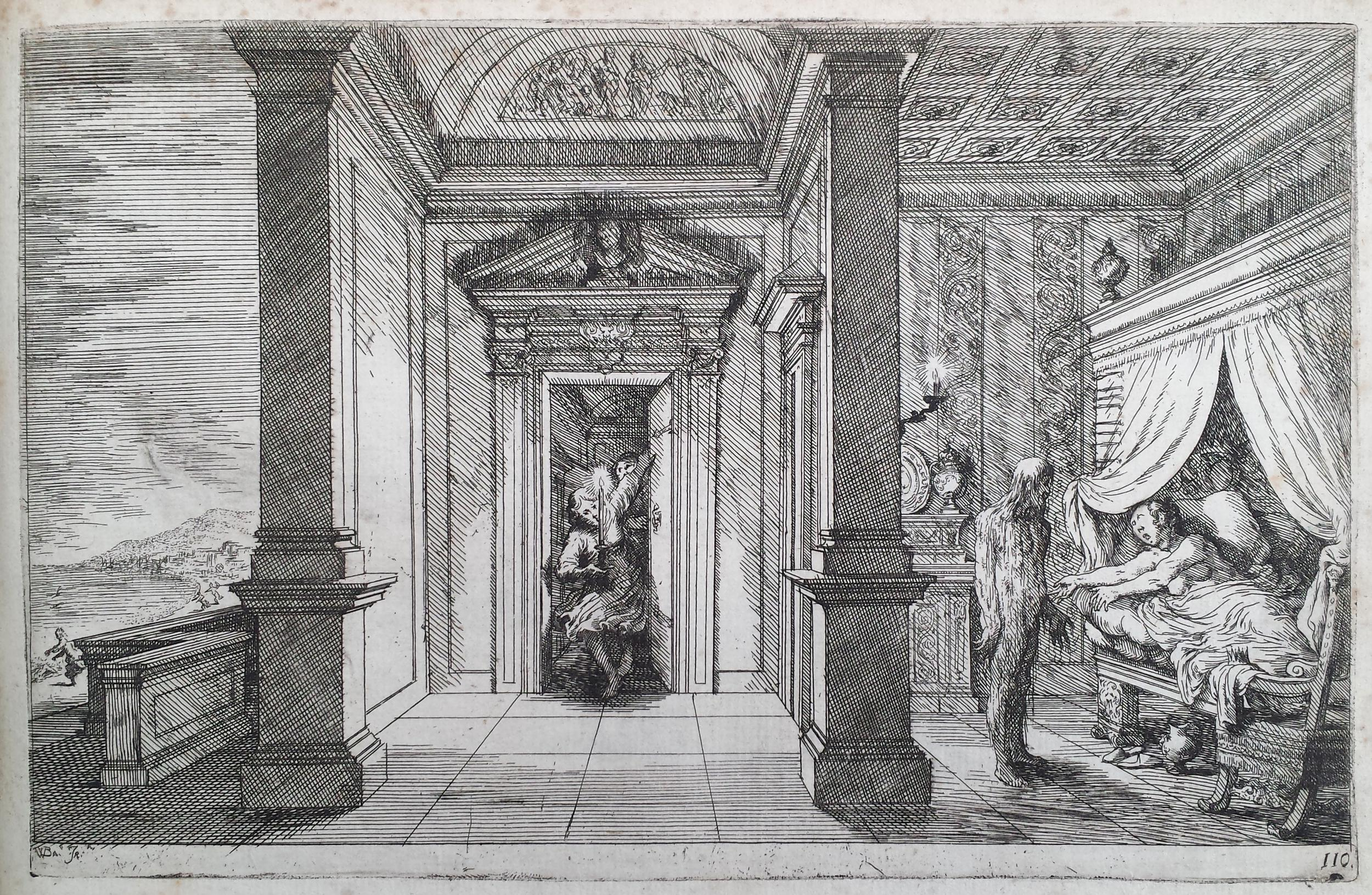
Morpheus erscheint Alkyone im Traum als ertrunkener Gemahl

Die keltische Religion kennt den Genius cucullatus, einen Schutzgeist und Kapuzendämon. 
In der griechischen Mythologie bringen die Oneiroi die Träume. Sie sind eine Gruppe von Dämonen, Söhne oder Brüder des Hypnos, die Fledermäusen ähneln. Dabei gilt Morpheus, ein Sohn des Schlafgottes Hypnos, als der verantwortliche Gott der Träume und Visionen. Er steht seinen Brüdern Phobetor (von griech. phobia, φόβος „Furcht“, für Albtraum) und Phantasos vor. Menschen empfangen so im Traum Botschaften. Zum Beispiel erscheint Morpheus auf Geheiß des Hypnos der schlafenden Alkyone, die ihren Gatten Keyx erwartet, in dessen Gestalt, da dieser Opfer eines Schiffbruchs geworden ist. Der Eingang der Höhle des Morpheus ist umwachsen von betäubenden Kräutern wie dem Schlafmohn.
Für die Griechen und die Germanen galten der Schlaf und der Tod als Geschwister. In der griechischen Mythologie ist Hypnos der Gott des Schlafes; sein Bruder ist Thanatos, der Gott des Todes. 
Der älteste Beleg für den „Sandmann“ findet sich in Johann Christoph Adelungs Grammatisch-kritischem Wörterbuch der Hochdeutschen Mundart in der Ausgabe von 1798: „Ein Mann, der Sand führet, Sand verkauft. Im Scherze sagt man auch zu den Kindern, wenn sie schläfrig werden, und sich die Augen reiben, als wenn man ihnen Sand hinein gestreuet hätte, der Sandmann komme; Nieders. Sandsaier, Sandsäer.“
Das Diminutiv „Sandmännchen“ ist mindestens seit 1834 nachweisbar. In einem Beitrag der Wiener Zeitschrift heißt es: „Endlich erschien sie, trieb das Sandmännchen vollends aus den Augen, und wußte, als sie sich zu mir auf den Sopha gesetzt, vom gestrigen Balle so viel Artiges und Heiteres zu erzählen, daß ich den Wunsch, hätte ich doch dabey an ihrer Seite seyn können, nicht zu unterdrücken vermochte.“

## Motivgeschichte
Die europäische Literatur kennt Morpheus durchaus als den „Schlummerkörner“ verstreuenden Traumgott, wobei die Identifizierung nicht immer eindeutig erfolgt; auch dem Schlafgott Hypnos wird mitunter diese Rolle zuteil.
In der Tradition lassen sich deutlich zwei Varianten der Sandmannfigur unterscheiden: auf der einen Seite der augenausreißende Dämon, auf der anderen Seite der die Träume fabrizierende „Augenschließer“.

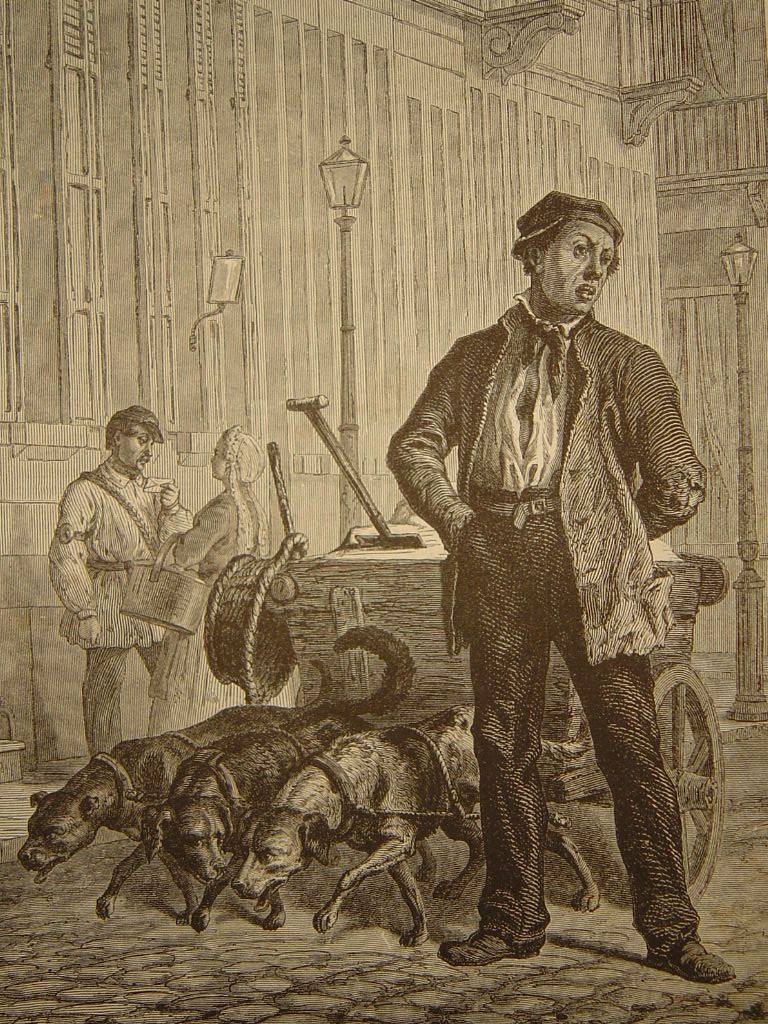
Sandverkäufer. Stich 1871

Weiter floss in die Vorstellung des Sandmanns die Figur des Sandverkäufers ein, eines Wanderhändlers, der weißen Sand als Reinigungsmittel feilbot.

### Der Kinderschreck

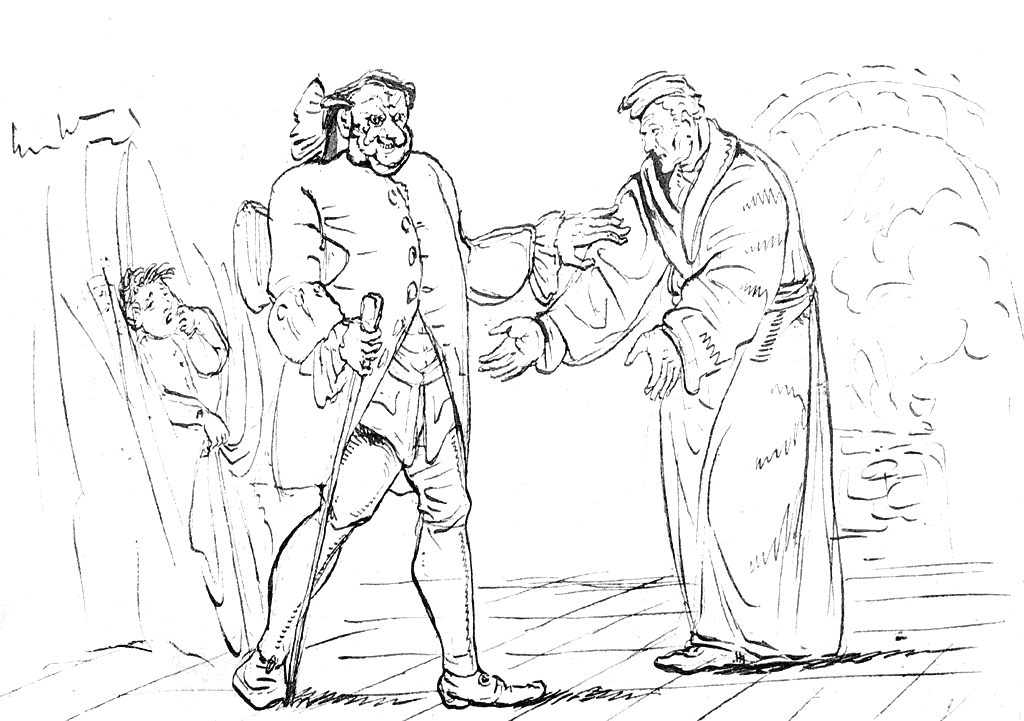
Zeichnung aus E.T.A. Hoffmanns Sandmann

Die westeuropäische Folklore wartet mit einer Vielzahl von Schreckfiguren auf, deren Bestimmung es war, des Abends die Kinder zum Nachhauseweg bzw. daheim zum Einschlafen zu bringen, wie den ziegenartigen Nachtbock, den Nachtkrabb, den Nachtgiger, den Bummelux, den Nachtraben oder im Hunsrück die Naachseil (Nachteule). Ihre Wesenszüge sind in unterschiedlichem Maße in die literarische Ausformung der bekannten Sandmannfigur mit eingeflossen.
E.T.A. Hoffmanns (1776–1822) Schauernovelle Der Sandmann entwirft mit der Sandmanngestalt eine typische traditionelle Kinderschreckfigur, deren Auftreten Furcht und Schrecken verbreitet. Sie setzt den Sand als eine für die Augen gefährliche und verletzende Waffe ein. Eine alte Amme schildert dem fragenden Kind im Gegensatz zu den aufgeklärten Eltern den Sandmann drastisch als

„böser Mann, der kommt zu den Kindern, wenn sie nicht zu Bett gehen wollen, und wirft ihnen Händevoll Sand in die Augen, daß sie blutig zum Kopf herausspringen, die wirft er dann in den Sack und trägt sie in den Halbmond zur Atzung für seine Kinderchen; die sitzen dort im Nest und haben krumme Schnäbel, wie die Eulen, damit picken sie der unartigen Menschenkindlein Augen auf“

### Der Träumebringer
Die Gestalt des heute bekannten Sandmanns wird im Wesentlichen auf die durch den dänischen Märchendichter Hans Christian Andersen (1805–1875) erfahrenen biedermeierlichen Abmilderungen der ihm bekannten deutschen Tradition zurückgeführt. Andersen wählt für die Titelfigur den Namen der im Dänischen bekannten Gestalt des Ole Lukøje („Ole Augenschließer“). Regelmäßig vor dem Schlafengehen besucht er die Kinder und verschließt ihnen die Augen mit „süßer Milch“ und erzählt eine Geschichte.

„Es gibt Niemand in der ganzen Welt, der so viele Geschichten weiß als Ole Luk-Oie! Er kann ordentlich erzählen.“

Von seinen zwei mitgebrachten Regenschirmen spannt er den bebilderten auf über die „guten“ Kinder, woraufhin diese in lebendige Träume versinken, den anderen – ohne Bilder – über die unartigen, die daraufhin gar nichts träumen.

## Varianten

### Skandinavien
Neben der dänischen Figur des Ole Lukøje ist im skandinavischen Raum die Gestalt des Jon Blund als Bringer des Schlafes bekannt.

### Niederlande
In den Niederlanden wird der tradierte Sandmann-Name Klaas Vaak auf den altniederländischen Ausdruck vaak hebben für Schlafen zurückgeführt.

### Österreich – Tirol
Rund um Innsbruck bringt das Pechmandl (Pechmännlein) den Schlaf. Dieses kleine Männchen hat einen Strick bzw. eine Schnur in der einen Tasche und eine Büchse voll Pech bzw. Baumharz in der anderen Tasche. Das Pechmandl schleicht heimlich hinter die Kinder und streicht ihnen ein wenig Zirbenpech über die Augen. Dadurch fallen sogleich deren Augen zu und sie schlafen ein. Wozu das Pechmandl seine Schnur verwendet, ist ungeklärt. Eventuell wird dadurch das völlige Gefesseltsein der Glieder im Schlaf angedeutet.
Es gab auch ein altes Pechmandllied in Tirol. Dieses ist jedoch verlorengegangen und es blieb nur mehr der Schlussreim erhalten:

„Kommt’s Pechmandl mit da Schnua (Schnur), Druckt dem Kindl d’ Aug’n zua“

## Mr. Sandmanin der Musik
Es gibt viele Lieder, insbesondere Wiegenlieder, die die Figur des Sandmanns oder Sandmännchens aufgreifen.
Im Oktober 1954 erschien die Single Mr. Sandman (Cadence Records 1247), gesungen von The Chordettes. Der Song von Pat Ballard wurde ihr größter Hit. Er kam am 20. Oktober 1954 in die US-Hitparade und erreichte Platz 1, in Großbritannien kam die Single auf Platz 11.
The Chordettes war eine US-amerikanische A-cappella-Girlgroup. Das Gesangsquartett hatte zwischen 1954 und 1961 acht Top-20-Hits in der Hitparade. In dieser Zeit gab es einen Umbruch der populären Musik zum Rock ’n’ Roll. Die Chordettes gelten als Prototyp für die zahlreichen nach ihnen kommenden Girlgroups.
Das Lied beginnt mit der Textzeile Mr. Sandman, bring me a dream / Make him the cutest that I’ve ever seen. Thematisiert wird ein erotischer Traum oder Tagtraum.
Das Thema Sandmann bearbeitet Enter Sandman von Metallica. Hier ist der Sandmann das Schreckgespenst, das Albträume bringt. Ebenfalls Albträume, nämlich die Angst vor imaginären Monstern und einem bösen Sandmann, thematisiert Rammsteins Mein Herz brennt. Auch das Lied Sandman der Band America nimmt Bezug auf eine Schreckensfigur, die hier allerdings eher als Symbol für die inneren Ängste zu verstehen ist.
Die Fähigkeit, Träume zu bringen, wird im Lied Sandmann der Band Oomph! aufgegriffen: Hier wünschen sich Kinder zu träumen, um der Realität der Kinderarmut zu entfliehen.
Die deutsche Band Saltatio Mortis zeigt in ihrem Lied Der Sandmann die Ambivalenz der Sandmann-Figur auf, indem sowohl die schreckbringende als auch die Traum bringende Seite eingearbeitet werden. Im 2018 erschienen Musikvideo von Julien Bam wird der Sandmann von ihm selbst gespielt, die Sandfrau von Dagi Bee.